# Worapoj Petchkoom
Worapoj Petchkoom (in thai: วรพจน์ เพชรขุ้ม; 18 maggio 1981) è un ex pugile thailandese.

## Palmarès

### Olimpiadi
- 1 medaglia:
  - 1 bronzo (Atene 2004 nei pesi gallo)

### Giochi asiatici
- 2 medaglie:
  - 1 oro (Canton 2010 nei pesi gallo)
  - 1 bronzo (Doha 2006 nei pesi gallo)

### Giochi SEA
- 4 medaglie:
  - 4 ori (1999 nei pesi gallo; 2003 nei pesi gallo; 2005 nei pesi gallo; 2007 nei pesi gallo)